# Олимпийский зал
Олимпийский зал — многофункциональный спортивный зал в Мюнхене, Германия. Стадион был открыт в 1972 году и является частью Олимпийского парка. Арена была предназначена для проведения соревнований на Олимпийских играх 1972 года.

## История
Арена используется для проведения концертов, спортивных соревнований, выставок или торговых ярмарок. Олимпийский зал открылся в 1972 году и стал местом проведения соревнований по гимнастике и гандболу на летних Олимпийских играх 1972 года. Вместимость арены варьировалась от 12 150 до 14 000 мест.
Нынешняя вместимость 15 500 мест была организована после капитального ремонта, который был завершен в 2009 году. В новый комплекс были интегрированы новая VIP-зона, ресторан и вторая подземная Арена ("Kleine Olympiahalle") вместимостью до 4000 человек. Была также перестроена сценическая площадка, что способствовало увеличению посадочных мест и в то же время позволило ускорить доступ для артистов и выступающих, что очень важно в наши дни.

## События
Олимпийский зал в Мюнхене также принимает ежегодные международные соревнования по велоспорту на треке. В этом месте было проведено несколько других крупных международных мероприятий, в том числе чемпионат мира по фигурному катанию 1974 и 1991 годов, а также предварительные соревнования чемпионата мира по хоккею 1975 года и финалы чемпионатов мира по хоккею 1983 и 1993 годов.
Важные баскетбольные события, которые были проведены в Олимпийском зале, включают заключительный этап Чемпионата Европы по баскетболу 1993 года. В 1989 и 1999 годах здесь проходили финалы баскетбольной Евролиги.
В январе 2019 года в этом зале были проведены игры чемпионата мира по гандболу среди мужчин. В августе 2022 года в зале проходил чемпионат Европы по спортивной гимнастике в рамках объединённого чемпионата Европы по летним видам спорта в Мюнхене.